# Burgwall (Strasburg)
Burgwall ist ein Ortsteil der amtsfreien Stadt Strasburg (Uckermark) im Landkreis Vorpommern-Greifswald in Mecklenburg-Vorpommern.

## Geographie
Der Ort liegt unmittelbar an der Grenze zu Brandenburg und dem nördlichsten Punkt des Nachbarlandes sowie sieben Kilometer nordöstlich von Strasburg (Uckermark). Die Nachbarorte sind Rothemühl, Ausbau und Nettelgrund im Nordosten, Oslanin, Klein Luckow und Groß Luckow im Südosten, Hansfelde im Süden, Rosenthal im Südwesten sowie Klepelshagen und Neuensund im Nordwesten.